# George N. Papanicolaou

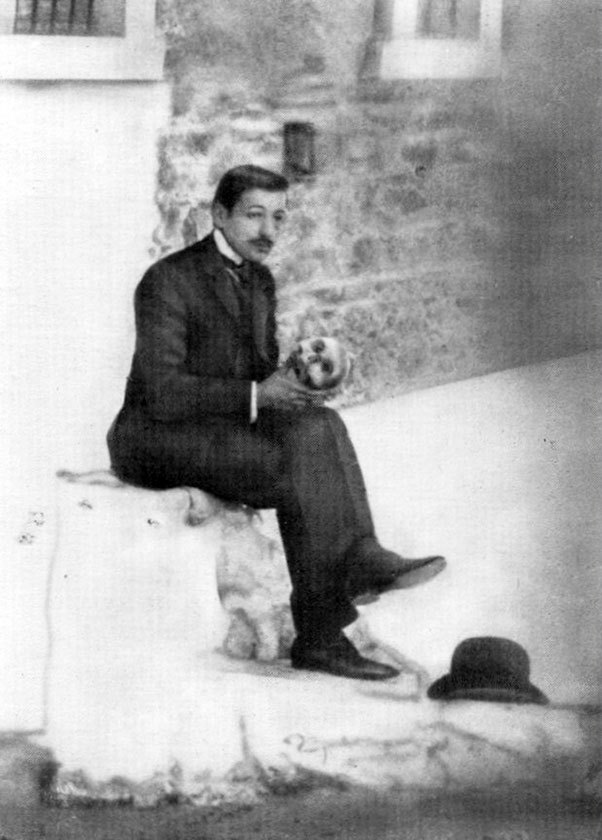
George Papanicolaou, um 1900

George Nicholas Papanicolaou (griechisch Γεώργιος Νικολάου Παπανικολάου Georgios Nikolaou Papanikolaou; * 13. Mai 1883 in Kymi auf Euböa, Griechenland; † 19. Februar 1962 in Miami, USA) war ein griechischer Pathologe, der 1928 die mikroskopische Untersuchung von Scheidenabsonderungen als neue Methode zur Diagnose von Gebärmutterkrebs eingeführt hat.

## Leben
George N. Papanicolaou wurde als Sohn des Arztes Nikolaos Papanikolaou auf Euböa geboren. Als begabter Schüler wurde er nach Athen geschickt und besuchte die Nationale und Kapodistrias-Universität Athen, an welcher er mit nur 21 Jahren 1904 seinen Medizinabschluss erhielt. Anschließend leistete er seinen Wehrdienst. Wenngleich er dem Wunsch der Familie nicht nachkam, fortan als Militärarzt zu arbeiten, unterstützte diese ihn finanziell, einen Promotionsstudiengang der Biologie in Deutschland zu beginnen. Nach kurzen Stationen in Jena und Freiburg ging er an die Ludwig-Maximilians-Universität München, wo er 1910 promoviert wurde. Während er in Griechenland noch mit dem Gedanken spielte, Musiker zu werden, da er gut Geige spielte, galt sein primäres Interesse in Deutschland der Philosophie. Er studierte die Schriften von Immanuel Kant und Arthur Schopenhauer und vor allem die von Nietzsche. Letztendlich war es die Vertiefung in der Philosophie, die ihn davon abhielt, je als praktizierender Arzt tätig zu werden.
Anschließend ging er nach Athen, wo er seine Verlobte Andromachi Mavrogeni heiratete. 1911 folgte George Papanicolaou einer Einladung, am Ozeanographischen Institut in Monaco zu arbeiten. Mit Ausbruch des Ersten Weltkriegs kam die Forschung dort nahezu zum Erliegen. Er beschloss, sich als Auswanderer in die USA zu melden. In New York angekommen, arbeitete er vorerst als Journalist einer griechischsprachigen Zeitung. Die Familie verzichtete vorerst auf Kinder, damit beide genügend Zeit für die gemeinsame Forschung hatten. Papanicolaous Frau sah auch davon ab, als Koautorin gemeinsamer Publikationen genannt zu werden, mit dem Gedanken, dass eine Person in der Öffentlichkeit mehr erreichen könnte als zwei. George Papanicolaou bewarb sich erfolgreich um eine Arbeitsstelle am New York Hospital, wo er zunächst als Pathologe tätig wurde.
1916 begann er als Mitarbeiter der gynäkologischen Abteilung der Cornell University, wo er seine Forschungstätigkeit aufnahm.

## Forschung
Mit Charles Rupert Stockard erforschte Papaniocolau bereits 1917 zyklische Veränderungen der menschlichen Vaginalschleimhaut. Seine wichtigste Entwicklung war der so genannte Papanicolaou-Abstrich (kurz: Pap-Abstrich oder Pap-Test), mit dem eine frühe zytologische Diagnose des Gebärmutterhalskrebses in Reihenuntersuchungen möglich wurde. Erstmals führte Papanicolaou den Abstrich 1923 durch, jedoch veröffentlichte er erst 1928 die Ergebnisse.
1923 wurde er an der Cornell University New York zum Assistant-Professor und 1937 zum Associate-Professor ernannt, wo 1947 auch seine Berufung zum ordentlichen (full) Professor erfolgte und er Direktor des Department of Clinical Anatomy wurde.
Die Häufigkeit der Erkennung und Behandlung des Gebärmutterhalskrebses wurde in Folge der Einführung des Pap-Tests in der gynäkologischen Praxis erheblich erhöht, die Sterblichkeit bei Gebärmutterhalskrebs ging um zwei Drittel zurück.
Diese Untersuchung wird noch heute von Frauenärzten routinemäßig durchgeführt. Durch diese einfache und kostengünstige Methode ließ und lässt sich das Vorkommen des Gebärmutterhalskrebses, vor allem durch Erkennen der frühen, noch nicht invasiven und leicht operativ entfernbaren Vorformen, deutlich reduzieren. Ferner wurde so auch die Radikalität der notwendigen Operation verringert.
Er starb 1962 in Miami (Florida) an einem Herzinfarkt und wurde in New Jersey beerdigt.

## Auszeichnungen und Ehrungen
- Papanicolaou wurde 1947 mit dem Amory Prize der American Academy of Arts and Sciences ausgezeichnet.
- 1950 erhielt er den Albert Lasker Award for Clinical Medical Research.
- Die letzte und vom Nennwert größte Banknote der Bank von Griechenland war Papanicolaou und dem Pap-Abstrich gewidmet; er war die einzige Persönlichkeit des 20. Jahrhunderts auf einer griechischen Banknote.

## Schriften
- mit Charles Rupert Stockard: A rhythmical „heat period“ in the guinea-pig. In: Science. Band 46, 1917, S. 42–44.
- mit Charles Rupert Stockard: The existence of a typical oestrus cycle in the Guinea pig – with a study of its histological and physiological changes. In: American Journal of Anatomy. Band 22, 1917, S. 225–283.
- New Cancer Diagnosis. In: Proceedings of the third Race Betterment Conference, January 2–6, 1928. Race Betterment Foundation, Battle Creek MI 1928, S. 528–534.
- mit Herbert F. Traut: Diagnosis of Uterine Cancer by the Vaginal Smear. The Commonwealth Fund, New York NY 1943.